# رولوفان (آن)
رولوفان (بالفرنسية: Relevant)‏ هي بلدية فرنسية تقع في إقليم الآن في فرنسا. رمز إنسي لها هو:1319. أما الرمز البريدي لها فهو: 1990.